# Yevhen Cheberyachko
Yevhen Cheberyachko est un footballeur ukrainien, né le 19 juin 1983 à Kiev. Il évolue au poste de défenseur.

## Palmarès
- FK Dnipro
  - Finaliste de la Ligue Europa en 2015.